# La Source (Courbet, Paris)
Pour les articles homonymes, voir La Source.
La Source est une peinture à l'huile sur toile réalisée vers 1868 par l'artiste français Gustave Courbet. Le tableau représente une femme nue vue de dos dans un ruisseau. Cette œuvre de Courbet fait partie de la collection du Musée d'Orsay à Paris sous le numéro d'inventaire RF 2240.
Une autre  peinture de Courbet traite ce sujet d'une façon similaire (décor, posture du personnage) :

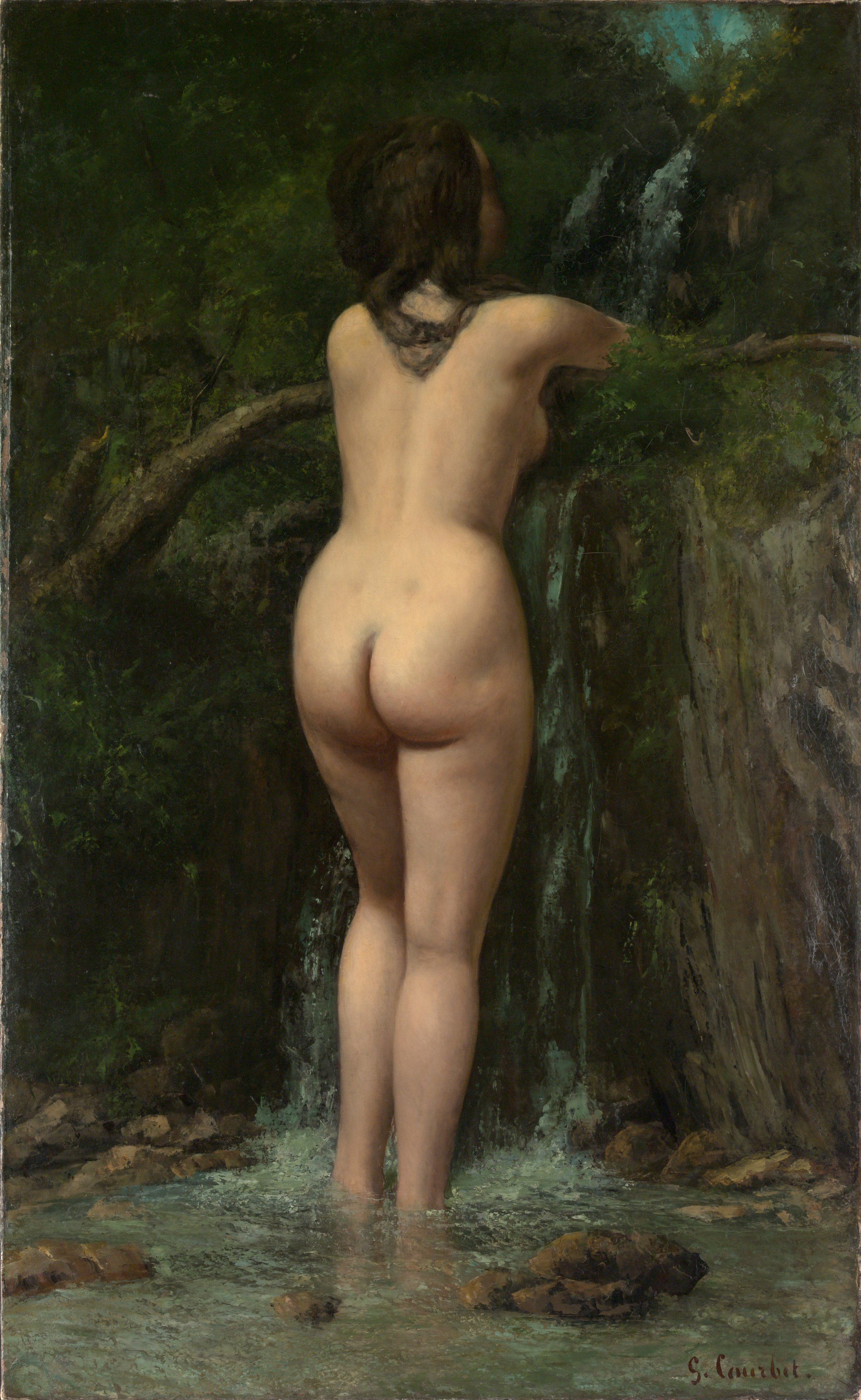
Version de 1862 du Metropolitan Museum of Art de New York.